# ده نارراوک
ده نارراوک، روستایی از توابع بخش لنده شهرستان کهگیلویه در استان کهگیلویه و بویراحمد ایران است.

## جمعیت
این روستا در دهستان طیبی گرمسیری شمالی قرار دارد و براساس سرشماری مرکز آمار ایران در سال ۱۳۸۵، جمعیت آن ۷۵ نفر (۱۴خانوار) بوده است.